# Stanisław Kostyra
Stanisław Kostyra (ur. 26 stycznia 1951 w Dębicy) – polski szachista, mistrz międzynarodowy od 1987 roku.

## Kariera szachowa
Dwukrotnie (w latach 1975 i 1977) wystąpił w finałach mistrzostw Polski seniorów rozegranych systemem szwajcarskim, nie osiągając jednak sukcesów. W drużynowych mistrzostwach Polski w szachach zdobył dwa brązowe medale (w 1984 r. w Jaszowcu, w drużynie Górnik 09 Mysłowice oraz w 1997 r. w Krynicy, w drużynie Rymer Niedobczyce). Na swoim koncie posiada dwa medale mistrzostw Polski w szachach błyskawicznych, które zdobył w latach 1981 (brązowy, w Bydgoszczy) oraz 1989 (złoty, w Miętnych). Zdobył również siedem medali drużynowych mistrzostw Polski w szachach błyskawicznych: dwa złote (w 1980 r. w Kaliszu, w drużynie Górnik 09 Mysłowice i w 1997 r. w Poznaniu, w drużynie Rymer Niedobczyce) oraz pięć srebrnych (w 1982 r. w Katowicach, w 1983 r. w Warszawie i w 1984 r. w Bydgoszczy – wszystkie w drużynie Górnik 09 Mysłowice; w 1990 r. w Gdyni, w drużynie Igloopol Dębica i w 1996 r. w Łukowie, w drużynie Rymer Niedobczyce).
Wielokrotnie startował w międzynarodowych i ogólnopolskich turniejach szachowych, sukcesy odnosząc m.in. w Świnoujściu (1977 – open, dzielone III miejsce), Krakowie (1975, 1977 i 1978 – I), Jeleniej Górze (1978 – III), Pilźnie (1979 – open – I), Wieżycy (1980 – open, dzielone II), Nałęczowie (1980 – open – dzielone I, wspólnie z T.Manouckiem i M.Bujovicem), Piekarach Śląskich (1980 – open – dzielone I, wspólnie z Henrykiem Fronczkiem i Stefanem Grossem), Pilźnie (1981 – I; 1982 – III  i dzielone I (open, wspólnie ze Zbigniewem Księskim)), Mysłowicach (1982 – open – I), Trzyńcu (1983 – dzielone II, wspólnie z Ivanem Teleckim i Ladislavem Stratilem), Poznaniu (1983 – open – I, wspólnie z Januszem Żyłą), Białymstoku (1984 – I), Brnie (1984 – dzielone I, wspólnie z Liborem Dankiem i Mieczysławem Stypką), Mezőhegyes (1984 – dzielone II, wspólnie z P. Szilagy, V. Ochotnikiem i Andrzejem Maciejewskim), Łodzi (1985 – I), Jastrzębiej Górze (1985 – dzielone I, wspólnie z Andrzejem Maciejewskim, Zbigniewem Batorem, Jerzym Dybowskim i Janem Kiedrowiczem), Szycach (1985 – I), Gorzowie Wielkopolskim (1985 – II), Leszczynach (1985 – I, tu wypełnił pierwszą normę na tytuł mistrza międzynarodowego), Czadcy (1986 – dzielone I, wspólnie z Andrzejem Maciejewskim i Janem Banasem), Jaworznie (1986 – open- I), Białymstoku (1986 – open – I), Rzeszowie (1986 – I, tu wypełnił drugą normę na tytuł mistrza międzynarodowego), Wiśle (1986, dzielone II), Pile (1987 – II), Rostocku (1988 – dzielone I, wspólnie z Siergiejem Kaliniczewem), Międzyzdrojach (1991 – open- I), Radomiu (1991 – II), Ustrzykach Dolnych (1992 – open – II, wspólnie z Jewgienijem Moczałowem), Rudniku nad Sanem (1992 – dzielone I, wspólnie z Władimirem Jeginem), (Białymstoku (1996 – open – dzielone I, wspólnie z W. Zajcewem, 1997 – open – dzielone I, wspólnie z Walerym Czechowem, 2010 i 2011 –  open – I).
Najwyższy ranking w karierze osiągnął 1 stycznia 1986 r., z wynikiem 2400 punktów dzielił wówczas 13-15. miejsce wśród polskich szachistów.
Posiada II klasę trenerską, aktualnie trenuje młodzież w klubie MUKS Stoczek 45 Białystok.